# Variksensaari
Variksensaari är en ö i Finland. Den ligger i sjön Keskijärvi och i kommunen Joensuu i den ekonomiska regionen  Joensuu ekonomiska region  och landskapet Norra Karelen, i den sydöstra delen av landet, 400 km nordost om huvudstaden Helsingfors. Öns area är 1,9 hektar och dess största längd är 350 meter i sydöst-nordvästlig riktning.